# Бетюнг (Олёкминский район)
Бетюнг (якут. Бөтүҥ) — упразднённый поселок в Олёкминском районе Якутии России. Входило в состав Троицкого наслега.

## География
Село расположено на р. Лена, у о. Уэс-Кумах, напротив города Олёкминска, примерно в 3,5 км на восток от посёлка Заречный. Земли возле селения подвержены термокарсту.

## История
На карте 1911 года обозначен как Бетюн
Постановлением Правительства Республики Саха (Якутия) от 10 июля 1998 года № 322 Бетюнг исключен из учётных данных.

## Инфраструктура
Животноводство (мясо-молочное скотоводство, мясное табунное коневодство), действовала МТФ

## Транспорт
Водный транспорт, пристань находилась на территории леспромхоза(сейчас — пос. Заречный).